# برونو بيني
برونو بيني (بالفرنسية: Bruno Bini)‏ (ولد في 1 أكتوبر 1954) هو لاعب كرة قدم فرنسي سابق.

## روابط خارجية
- برونو بيني على موقع الاتحاد الدولي (مؤرشف)  (الإنجليزية)
- برونو بيني على موقع الاتحاد الأوربي (الإنجليزية)
- برونو بيني على موقع قاعدة بيانات كرة القدم.إي يو (الإنجليزية)
- برونو بيني على موقع أوليمبيديا (الإنجليزية)